# Fischtor (Mainz)

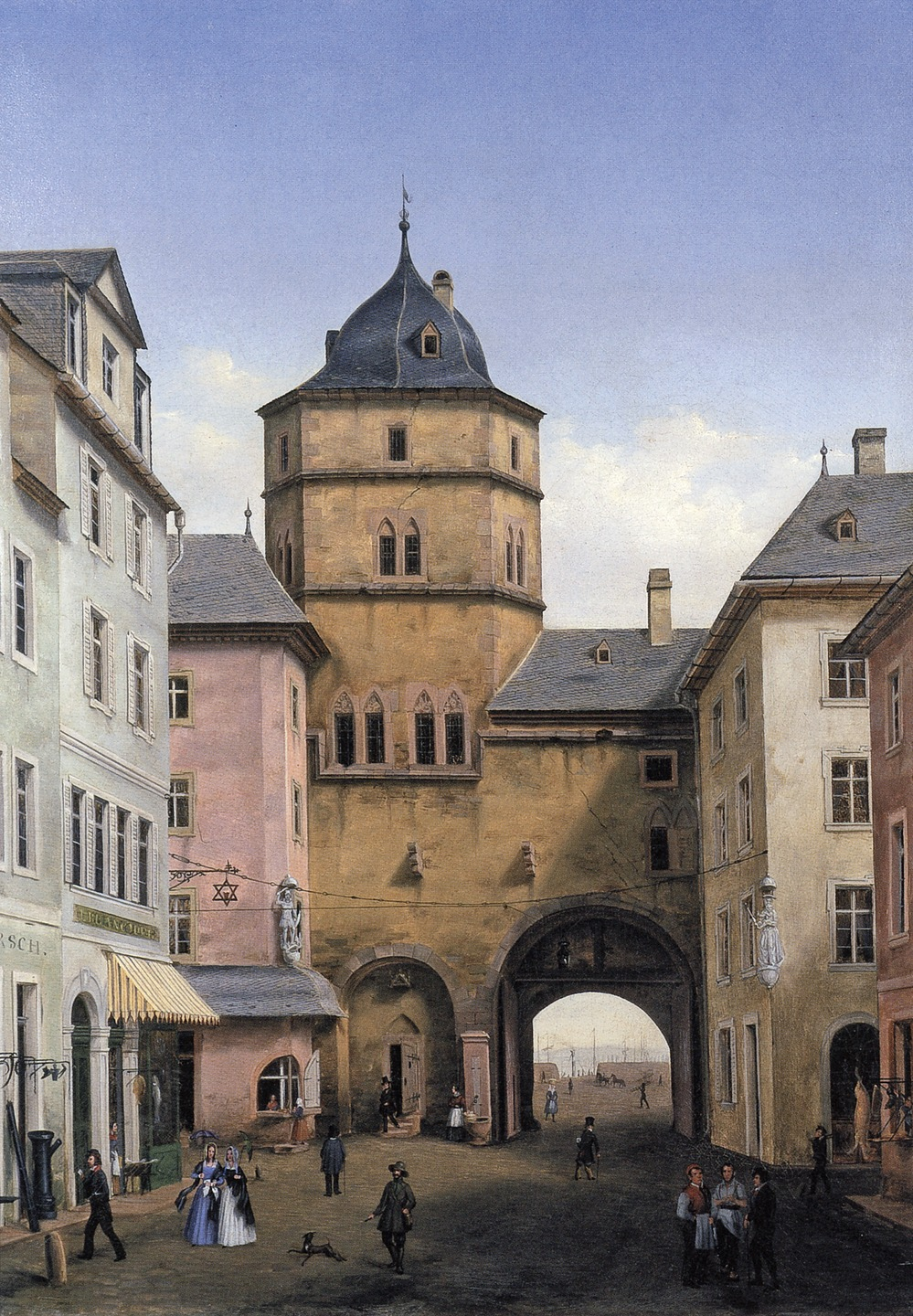
Das Mainzer Fischtor um 1840, gemalt von Heinrich Kempf

Das Fischtor in Mainz war ein gotisches Stadttor mit Turm. Namensgebend für das Gebäude war der bis zum 19. Jahrhundert im direkten Umfeld stattfindende Fischmarkt. Anders als die heute noch existierenden Stadttürme der Rheinfront der Mainzer Stadtmauer wie Holzturm, Eisenturm und der am Kästrich liegende Alexanderturm wurde es 1847 abgerissen.

## Die Mainzer Stadtbefestigung im Lauf der Geschichte

Ansicht der Stadt Mainz von Franz Behem, 1565. Das Fischtor befindet sich in der Linie Liebfrauenkirche/Dom.

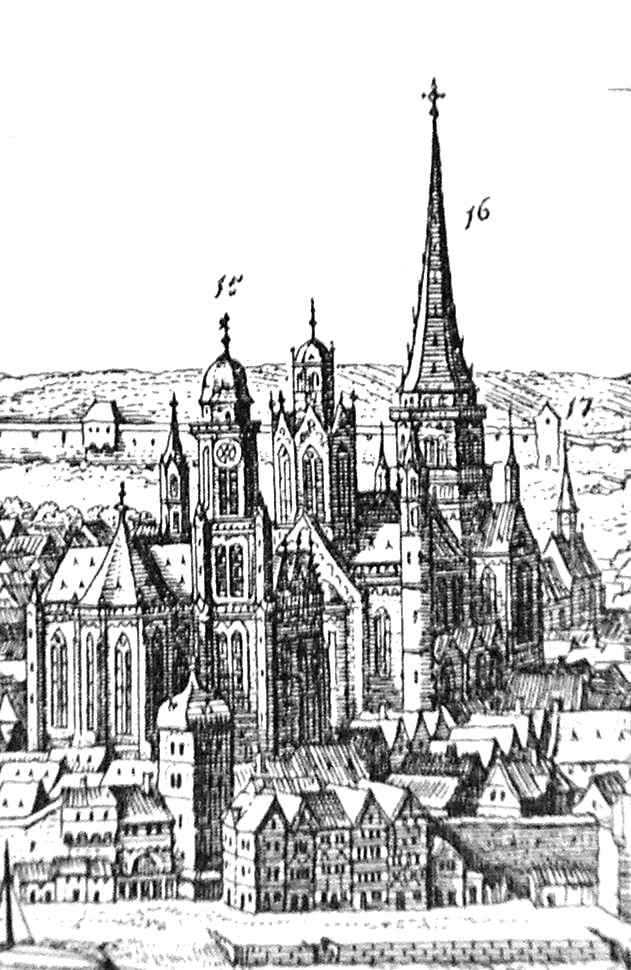
Darstellung in Merians „Topographia Germaniae“, Ausschnitt mit Dom und St. Maria ad Gradus; 1633

Wie dendrochronologische Untersuchungen hölzerner Pfahlroste der parallel zum Rhein verlaufenden Mauerabschnitte belegen, wurde Mogontiacum bereits seit Mitte des 3. Jahrhunderts von einer eigenen Stadtbefestigung mit Mauer und rechteckigen, leicht vorspringenden Türmen  umgeben. Nach dem Limesfall kam es vor allem in merowingischer Zeit unter Theudebert I. und Sidonius, sowie in karolingischer Zeit zu Ausbesserungsarbeiten an der römischen Stadtmauer. In der Mainzer Stadtarchäologie wird diese Stadtmauer daher als „römisch-karolingisch“ bezeichnet.
Nachdem Mainzer Ministeriale und Bürger im Konflikt um Steuererhebungen mit ihrem Erzbischof Arnold von Selenhofen diesen erschlugen, verhängte der staufische Kaiser Friedrich I. Barbarossa 1163 zur Strafe die Reichsacht über die Stadt. Ihre Stadtmauer mitsamt den Stadttürmen sollte geschleift werden. Nach Ansicht einiger Historiker beschränkte man sich dabei lediglich auf die Zerstörung der Tortürme.
Im Streit der Staufer und Welfen um die Vorherrschaft in Deutschland war die Stadt Mainz ein wichtiger politischer und strategischer Verbündeter, daher wurde bereits um 1190/1200 die Erlaubnis zum Neuaufbau der Stadtbefestigung erteilt. Der römisch-deutsche König Philipp von Schwaben konnte sich bei seiner Krönung im Mainzer Dom 1198 noch selbst vom desolaten Zustand der Befestigungsanlagen überzeugen. Historisch belegt ist, dass spätestens ab 1200 an der Stadtmauer gebaut wurde. Im Kopialbuch des Stifts St. Peter befindet sich eine Urkunde vom 4. Juli 1200, auf der die Stadt fünf Mark Silbers von Stiftsherren für den Wiederaufbau verlangt. Die hohen Herren hatten sich an den Abbruchsteinen bedient und ihre Häuser damit errichtet.  Während dieser Bauphase entstand auch das Fischtor als einer von insgesamt 34 Tor- und Wachtürmen.

## Lage
Das Fischtor stellte den Zugang zum alten Hafen der Stadt Mainz sicher. Die Bezeichnung Fischtor findet sich heute noch in der Fußgängerzone, in der einst der Turm stand – Fischtorstraße – und in dem zwischen der Rheinstraße und dem heutigen Uferbereich liegenden Fischtorplatz wieder. Die nahe liegende Denkmalzone Fischergasse ist der verbliebene Rest des Fischerviertels, das sich in dieser Gegend befand. Venantius Fortunatus beschrieb in seinen Versen, dass Bischof Sidonius eine neue Uferbefestigung errichtet habe, um für wirtschaftliche Prosperität zu sorgen. Ob es sich hierbei um die Befestigung des alten römischen Zivilhafens vor dem Fischtor oder am Dimesser Ort, in der Nähe des früheren Zoll- und Binnenhafens handelte, berichtet der Hagiograph nicht.

## Architektur
Das gotische Torgeschoss des Fischtors mit den zwei Rundbogenportalen für Fußgänger und Fahrzeuge wurde in der ersten Hälfte des 13. Jahrhunderts, eventuell sogar schon um 1200, erbaut. Es besteht nicht aus dem ursprünglich für die Mainzer Stadttore charakteristischen Mittelturm, sondern ist mit einem siebeneckigen Flankenturm versehen. Die in den Mauern eingelassenen Fenster lassen auf drei nutzbare Geschosse schließen.

## Nutzung im Mittelalter und in der Neuzeit
Das Fischtor diente von seiner Erbauung an bis in das 16. Jahrhundert als Stadt- und Torturm im Rahmen der Mainzer Stadtbefestigung. Beim Abzug der französischen Besatzung nach der Belagerung von Mainz (1793) wurden dort auch Klubisten interniert. Während der Turm sonst auch als Schuldgefängnis diente.  Das Fischtor bildete dabei zusammen mit den anderen Türmen der Rheinseite (Holzturm, Eisenturm u. a.) einen weltlich-architektonischen Gegensatz zu den vielen Kirchtürmen der Kirchenstadt Mainz.
Im Mittelalter wurde rund um das Fischtor der Markt der Mainzer Fischhändler abgehalten, welcher dem Turm den bis heute gebräuchlichen Namen gab. Neben dem Frischfischmarkt war Mainz spätestens seit dem 15. Jahrhundert ein wichtiges Verteilerzentrum von Stockfisch und Hering bis an den Oberrhein nach Straßburg und auch in den Schwarzwald. Auf der Karte der Stadt Mainz 1844 von J. Lehnhardt ist das Fischtor noch eingezeichnet. Der im Erscheinungsjahr der Karte gegründete Mainzer Altertumsverein rettete das Gebäude nicht. Es wurde 1847 abgerissen, um freien Zugang zu den neuen Bauplätzen der ersten planmäßigen Stadterweiterung, der Altstadterweiterung im Rahmen der Rheinuferbegradigung, zu erhalten.